# Mark Lewisohn
Mark Lewisohn (Londra, 16 giugno 1958) è uno scrittore e storico britannico, ritenuto essere la massima autorità mondiale in qualità di esperto del gruppo rock britannico The Beatles.
Nel corso della sua carriera, Lewisohn ha lavorato per EMI, MPL Communications ed Apple Corps, e ha scritto alcuni testi fondamentali sui Beatles. Sono inoltre riconosciute la sua professionalità, obbiettività, precisione e scrupolosità in fatto di ricerche.

## The Beatles
Nel 1986 fu pubblicato il libro di Lewisohn The Beatles Live!; in esso era presente il resoconto completo di tutte le esibizioni dal vivo dei Beatles, nello stile cronologico e dettagliato che Lewisohn avrebbe seguito anche nelle sue opere successive. Dopo essere stato invitato alla EMI per ascoltare tutti i nastri originali delle sedute in studio dei The Beatles, fatto più unico che raro in quanto la tal cosa gli dette accesso a pezzi inediti e rarità varie mai ascoltate da nessuno come la celeberrima Carnival of Light, Lewisohn scrisse il seminale The Complete Beatles Recording Sessions: The Official Story of the Abbey Road Years (tradotto anche in italiano dalla casa editrice Arcana come Beatles - Otto anni ad Abbey Road nel 1990), che venne pubblicato nel 1988. Il libro è un dettagliato resoconto di ogni sessione di registrazione dei Beatles agli Abbey Road Studios in ordine cronologico. Sono inclusi dettagli relativi agli esecutori di ogni traccia e il numero delle take che si resero necessarie per l'incisione definitiva di ogni brano nel corso delle varie sessioni. Infine, il libro comprende un'introduzione da parte di Paul McCartney.
Il successivo libro di Lewisohn, The Beatles: 25 Years In The Life, uscì anch'esso nel 1988 con informazioni circa la vita di ogni singolo membro dei Beatles dal 1962 al 1987. Nel 1990 venne ristampato con il titolo The Beatles Day by Day. Nel 1992 fu la volta di The Complete Beatles Chronicle, opera che si spinse ancora più avanti, documentando in dettaglio l'intera carriera della band in studio, sul palco, alla radio, in televisione, nei film e nei video.
The Beatles London fu pubblicato nel 1994 scritto in collaborazione con Piet Schreuders ed Adam Smith. Si tratta in pratica di una guida a tutti i luoghi beatlesiani nella città di Londra, con mappe e fotografie della band nella varie location menzionate. Dello stesso libro nel 2008 è uscita una versione riveduta ed aggiornata.
Nel 2005, Lewisohn annunciò di stare lavorando a una biografia dei Beatles in tre volumi. Il progetto subì dei ritardi, e fino ad oggi soltanto il primo volume, intitolato Tune In, è stato pubblicato, il 10 ottobre 2013.

## Altri lavori
Sebbene i Beatles siano la sua materia di studio preferita, Lewisohn ha scritto anche di numerosi altri argomenti. Uno dei suoi lavori più conosciuti fuori dall'"ambito Beatles" è un'enciclopedia sulla commedia britannica in televisione, intitolata Radio Times Guide to TV Comedy, pubblicata nel 1998 ed aggiornata nel 2003. Altra sua opera nota è Funny, Peculiar, una biografia di Benny Hill, pubblicata nel 2002.
In passato, Lewisohn ha scritto articoli per le riviste Radio Times e Match of the Day. Infine, ha svolto la funzione di consulente per il libro Hendrix: Setting The Record Straight scritto da John McDermott ed Eddie Kramer.